# Sonny Weems
Clarence Weems, detto Sonny (West Memphis, 8 luglio 1986), è un cestista statunitense.

## Carriera
È stato selezionato dai Chicago Bulls al secondo giro del Draft NBA 2008 (39ª scelta assoluta).

## Statistiche

### College
| Anno      | Squadra         | PG | PT | MP   | TC%  | 3P%  | TL%  | RP  | AP  | PRP | SP  | PP   |
| --------- | --------------- | -- | -- | ---- | ---- | ---- | ---- | --- | --- | --- | --- | ---- |
| 2006-2007 | Ark. Razorbacks | 35 | 32 | 31,0 | 48,5 | 36,1 | 72,9 | 4,8 | 2,1 | 1,3 | 0,4 | 11,8 |
| 2007-2008 | Ark. Razorbacks | 34 | 34 | 31,4 | 46,4 | 37,0 | 80,3 | 4,5 | 2,6 | 1,3 | 0,2 | 15,0 |
| Carriera  | Carriera        | 69 | 66 | 31,2 | 47,3 | 36,6 | 76,7 | 4,6 | 2,3 | 1,3 | 0,3 | 13,3 |

### NBA

#### Regular Season
| Anno      | Squadra            | PG  | PT | MP   | TC%  | 3P%  | TL%  | RP  | AP  | PRP | SP  | PP  |
| --------- | ------------------ | --- | -- | ---- | ---- | ---- | ---- | --- | --- | --- | --- | --- |
| 2008-2009 | Denver Nuggets     | 12  | 0  | 4,6  | 32,0 | 0,0  | 37,5 | 0,3 | 0,3 | 0,1 | 0,0 | 1,6 |
| 2009-2010 | Toronto Raptors    | 69  | 19 | 19,8 | 51,5 | 13,3 | 68,8 | 2,8 | 1,5 | 0,6 | 0,4 | 7,5 |
| 2010-2011 | Toronto Raptors    | 59  | 28 | 23,9 | 44,4 | 27,9 | 76,6 | 2,6 | 1,8 | 0,6 | 0,0 | 9,2 |
| 2015-2016 | Phoenix Suns       | 36  | 0  | 11,7 | 39,3 | 40,6 | 53,8 | 1,1 | 1,3 | 0,3 | 0,0 | 2,5 |
| 2015-2016 | Philadelphia 76ers | 7   | 0  | 11,1 | 33,3 | 22,2 | 50,0 | 1,7 | 0,3 | 0,0 | 0,0 | 2,4 |
| Carriera  | Carriera           | 183 | 47 | 18,2 | 46,5 | 28,3 | 70,2 | 2,2 | 1,4 | 0,5 | 0,2 | 6,5 |

### Eurolega
| Anno      | Squadra          | PG  | PT  | MP   | TC%  | 3P%  | TL%  | RP  | AP  | PRP | SP  | PP   |
| --------- | ---------------- | --- | --- | ---- | ---- | ---- | ---- | --- | --- | --- | --- | ---- |
| 2011-2012 | Žalgiris Kaunas  | 15  | 15  | 29,9 | 47,4 | 36,0 | 68,6 | 5,0 | 1,3 | 0,9 | 0,2 | 15,5 |
| 2012-2013 | CSKA Mosca       | 28  | 27  | 28,8 | 47,2 | 38,5 | 81,2 | 2,9 | 2,1 | 0,8 | 0,1 | 13,7 |
| 2013-2014 | CSKA Mosca       | 29  | 27  | 28,5 | 44,2 | 35,4 | 75,4 | 3,5 | 3,7 | 0,9 | 0,2 | 12,2 |
| 2014-2015 | CSKA Mosca       | 26  | 22  | 26,9 | 42,5 | 36,8 | 79,2 | 4,0 | 3,4 | 1,0 | 0,2 | 13,1 |
| 2016-2017 | Maccabi Tel Aviv | 19  | 16  | 27,1 | 50,9 | 32,7 | 70,3 | 3,3 | 3,4 | 0,9 | 0,1 | 11,6 |
| 2017-2018 | Anadolu Efes     | 6   | 6   | 30,4 | 45,2 | 31,8 | 76,9 | 3,5 | 4,0 | 0,7 | 0,0 | 15,5 |
| Carriera  | Carriera         | 123 | 113 | 28,3 | 45,9 | 36,0 | 75,8 | 3,6 | 3,0 | 0,9 | 0,2 | 13,2 |

## Palmarès

### Squadra
- Campione NBDL (2009)
- Campionato lituano: 1

Žalgiris Kaunas: 2011-12
- Campionato russo: 1

CSKA Mosca: 2012-13
- VTB United League: 3

CSKA Mosca: 2012-13, 2013-14, 2014-15

### Individuale
- All-Euroleague First Team: 1

CSKA Mosca: 2013-14